# Lamprospilus azaria
Lamprospilus azaria är en fjärilsart som beskrevs av William Chapman Hewitson 1867. Lamprospilus azaria ingår i släktet Lamprospilus och familjen juvelvingar. Inga underarter finns listade i Catalogue of Life.